# Joseph Chaikin
Joseph Chaikin, född 16 september 1935 i Brooklyn, New York, död 22 juni 2003 i Greenwich Village, New York, var en amerikansk teaterregissör, dramatiker och skådespelare.

## Biografi
Efter en kort period på Drake University i Des Moines, Iowa började Joseph Chaikin hanka sig fram som statist och efterhand som skådespelare i småroller i New York. Han blev medlem i The Living Theatre 1959. 1963 bildade han sin egen teatergrupp The Open Theater. Gruppens arbetssätt var utpräglat kollektivt och under långa perioder fungerade man snarare som en workshop än som en producerande teater. En viktig influens var den polske teatermannen Jerzy Grotowskis tankar om den fattiga teatern. Man samarbetade med intellektuella som Susan Sontag och unga dramatiker som Jean-Claude van Itallie vars America Hurrah hade premiär 1966 och Megan Terry vars rockmusikal Viet Rock samma år blev ett viktigt inlägg i kritiken mot Vietnamkriget. 1969 regisserade Joseph Chaikin en mycket uppmärksammad uppsättning av Samuel Becketts Endgame (Slutspel) med sig själv i rollen som Ham. Detta var den första i en rad originella Beckett-uppsättningar. 1988 skrev Beckett poemet What Is The Word tillägnat Chaikin. Open Theater turnerade även i Europa och besökte bland annat Köpenhamn 1968. Gruppen upplöstes 1973 och Joseph Chaikin regisserade också på flera andra teatrar såsom Joseph Papp Public Theater i New York och Yale Repertory Theatre i New Haven, Connecticut. 1976 startade han en ny grupp, Winter Project som upplöstes 1983. Under 1980- och 1990-talet inledde han ett samarbete med dramatikern Sam Shepard och de skrev flera pjäser tillsammans. Bland priser han tilldelats kan nämnas hela sex Obie Awards, varav en för Lifetime Achievement. 1972 publicerade Chaikin sina tankar om skådespeleri och teater i The Presence of the Actor.
1998 spelade Teater Trixter i Göteborg Shepards och Chaikins Tungor (Tongues) i regi av Lars Andersson och 2011 satte samma konstellation upp deras När världen var grön (When the World Was Green). 2007 satte Annika Silkeberg upp deras War in Heaven med Teater Brigaden i Stockholm.